# Czyrwony Roh
Czyrwony Roh (biał. Чырвоны Рог, ros. Красный Рог, Krasnyj Roh) – osiedle na Białorusi, w obwodzie homelskim, w rejonie chojnickim, w sielsowiecie Streliczewo. W 1921 roku w miejscu obecnego osiedla nie było żadnych zabudowań. Obecnie miejscowość jest niezamieszkana.